# Astrid Lindgren-prisen
Astrid Lindgren-prisen er en svensk litteraturpris indstiftet 1967 af bogforlaget Rabén & Sjögren for at belønne svenske forfattere af børne- og ungdomslitteratur. Prisen uddeles årligt på Astrid Lindgrens fødselsdag den 14. november, og prissummen er på 50.000 svenske kroner.

## Prismodtagere
| - 1967 – Åke Holmberg - 1968 – Ann Mari Falk - 1969 – Harry Kullman - 1970 – Lennart Hellsing - 1971 – Hans Peterson - 1972 – Maria Gripe - 1973 – Barbro Lindgren - 1974 – Inger & Lasse Sandberg - 1975 – Hans-Eric Hellberg - 1976 – Irmelin Sandman Lilius - 1977 – Kerstin Thorvall - 1978 – Gunnel Linde - 1979 – Rose Lagercrantz - 1980 – Maud Reuterswärd (posthumt) - 1981 – Gunilla Bergström - 1982 – Inger Brattström - 1983 – Siv Widerberg - 1984 – Astrid Bergman Sucksdorff - 1985 – Viveca Sundvall - 1986 – Margareta Strömstedt - 1987 – Nan Inger Östman - 1988 – Lena Anderson & Christina Björk - 1989 – Annika Holm - 1990 – Maj Bylock - 1991 – Max Lundgren - 1992 – Sven Christer Swahn - 1993 – Ulf Stark - 1994 – Eva Wikander - 1995 – Peter Pohl | - 1996 – Henning Mankell - 1997 – Anna-Clara & Thomas Tidholm - 1998 – Bo R. Holmberg - 1999 – Per Nilsson - 2000 – Annika Thor - 2001 – Eva Eriksson - 2002 – Stefan Casta - 2003 – Sven Nordqvist - 2004 – Pernilla Stalfelt - 2005 – Jujja Wieslander - 2006 – Ulf Nilsson - 2007 – Helena Östlund - 2008 – Pija Lindenbaum - 2009 – Olof Landström, Lena Landström - 2010 – Moni Nilsson - 2011 – Jan Lööf - 2012 – Katarina Kieri - 2013 - Katarina von Bredow - 2014 - Frida Nilsson - 2015 - Mårten Sandén - 2016 - Anna Höglund - 2017 - Jenny Jägerfeld - 2018 - Lisa Bjärbo - 2019 - Kerstin Lundberg Hahn - 2020 - Jakob Wegelius - 2021 - Ylva Karlsson - 2022 - Mårten Melin - 2023 - Johan Rundberg |

### Fodnoter
1. ↑  "Jan Lööf tilldelas Astrid Lindgren-priset 2011". Rabén & Sjögren. Arkiveret fra originalen 29. maj 2015. Hentet 26. maj 2012.
2. ↑  Barn- och ungdomsboksförfattaren Lisa Bjärbo får Astrid Lindgren-priset (svensk), smt.se, 14. november 2019, arkiveret fra originalen 15. november 2018, hentet 5. marts 2019

## Eksterne links
- astridlindgren.se